# Irichohalticella atritegula
Irichohalticella atritegula är en stekelart som först beskrevs av Girault 1922.  Irichohalticella atritegula ingår i släktet Irichohalticella och familjen bredlårsteklar. Inga underarter finns listade i Catalogue of Life.